# La mano che nutre la morte
La mano che nutre la morte è un film del 1974 diretto da Sergio Garrone. È un film horror fantascientifico prodotto in Italia, girato contemporaneamente a Le amanti del mostro.

## Trama
Il barone Ivan Rassimov, un brillante medico, è morto orribilmente durante un'esplosione nel suo laboratorio. Da quel giorno sua figlia Tanja si ritira a vita in isolamento, coprendo con un velo scuro il suo viso sfigurato. Il professor Nijinski che una volta era uno studente di Rassimov ha sposato Tanja e sta cercando di ripristinare la sua bellezza perduta con una serie di trapianti di pelle. Per raggiungere il suo obiettivo, il professor Nijinski ha bisogno di belle giovani vittime per i suoi esperimenti di trapianto.

## Produzione
La storia è in parte ispirata al film Occhi senza volto di Georges Franju. Fu girato da Garrone in contemporanea a Le amanti del mostro, con il quale condivide location, gran parte del cast (tranne Carmen Silva che appare solo in questo film) e anche alcune scene.
Il film, così come il successivo, fu oggetto di numerose traversie produttive: ad un certo punto la lavorazione del film fu interrotta per motivi mai chiariti, la coproduzione con la Turchia saltò e fu così che le riprese dovettero essere terminate in Italia. Un altro problema consistette nel fatto che Klaus Kinski venne chiamato per recitare in altri film e così il regista fu costretto a terminare il film senza l'attore protagonista utilizzando primi piani dell'attore girati in precedenza in alternanza con i campi lunghi/medi di una controfigura.

## Distribuzione
Venne distribuito nelle sale cinematografiche italiane il 29 aprile 1974.
La versione turca non è stata pubblicata fino al 1986.

## Accoglienza

### Critica
Fantafilm scrive che il film "si accoda alle numerose pellicole orrorifiche ispirate alle situazioni degli Occhi senza volto. Pur senza spiccare per particolari qualità artistiche, vanta un convincente Klaus Kinski nel ruolo del dottore psicopatico e i buoni effetti speciali del non ancora famoso Carlo Rambaldi."